# Archibald Douglas (3e comte de Douglas)
Pour les articles homonymes, voir Archibald Douglas.
Archibald Douglas dit le sinistre ou le hideux (Archibald the Grim en anglais) (vers 1320 – 24 décembre 1400), est un important baron écossais. Également surnommé Archibald le Noir, il fut seigneur de Galloway, seigneur de Douglas et 3e comte de Douglas, seigneur de Bothwell.

## Origine
Il est le fils illégitime de James Douglas dit le Noir († 1330), lord de Douglas. Comme seigneur de Galloway et comte de Douglas, Archibald est le véritable fondateur de la « dynastie » des Black Douglas qui domine le sud du royaume d'Écosse entre 1388 et 1455.

## Black Douglas
En 1356, Archibald Douglas participe à la bataille de Poitiers. Il mène en 1369 une ambassade en France pour le compte de David II Bruce. Dès son avènement, Robert II d'Écosse l'envoie de nouveau auprès de Charles V de France accompagné de James Douglas de Dalkeith afin de renouveler l'alliance entre les deux pays.
Lors de l'intervention des troupes françaises en Écosse malgré la signature d'une « Grande trêve » le 26 janvier 1384, il reprend en février avec le comte de March le château de Lochmaben pendant que le comte de Douglas met de nouveau Teviotdale sous le contrôle écossais
La mort sans héritier légitime lors de la bataille d'Otterburn de James Douglas, 2e comte de Douglas ouvre un conflit entre les membres de sa famille pour sa succession. Archibald Douglas, seigneur de Galloway, met à profit sa proximité avec Robert Stuart comte de Fife qu'il appuie en décembre 1388 lorsque ce dernier évince son frère Jean de Carrick de sa fonction de gardien du royaume pour obtenir le 7 avril 1389 les domaines du défunt dans le Douglasdale et le titre de 3e comte de Douglas.
Lorsque Jean, comte de Carrick, devient roi sous le nom de Robert III d'Écosse en 1390, son animosité contre Archibald Douglas éclate. Elle se manifeste quand il réclame pour son fils aîné, David Stuart, la seigneurie de Nithsdale après la mort en 1392 de son titulaire William Douglas, un fils illégitime d'Archibald.
Archibald réussit toutefois à rétablir ses relations avec la famille royale en négociant en janvier 1399 l'union de sa troisième fille Marie Douglas avec l'héritier du trône David Stuart. Il meurt la veille de Noël 1400 et est inhumé dans l'église collégiale de Bothwell.

## Postérité
Archibald Douglas laisse plusieurs enfants légitimes de son épouse Joanna Murray, dame de Bothwell et Drumsargard († après 1401): 
- Archibald Douglas 4e comte de Douglas
- James Douglas de Balvenie, Comte d'Avondale  puis 7e comte de Douglas.
- Marjorie Douglas († avant 1421), épouse en 1400 de David Stuart duc de Rothesay († 1402),

et un fils illégitime:
- William Douglas, († 1392,) seigneur de Nithsdale.

## Source
- (en) Stephen I. Boardman, The Early Stewart Kings : Robert II and Robert III, 1371-1406, Édimbourg, John Donald Short Run Press, 2007 (1re éd. 1996), 348 p. (ISBN 978-1-904607-68-7).